# Yona Yona Penguin
Yona Yona Penguin (よなよなペンギン) és una pel·lícula de fantasia d'aventures d'animació del 2009 produïda per l'estudi anime japonès Madhouse, Inc. i la companyia germana Dynamo Pictures. Coproducció internacional del Japó i França, va ser la primera pel·lícula CGI totalment en 3D de Madhouse. Rintaro, conegut per Galaxy Express 999 i Metropolis, va dirigir el projecte, mentre que la productora francesa Denis Friedman Productions va col·laborar i va ajudar a finançar la pel·lícula.

## Argument
Una aventura animada sobre una noia anomenada Coco que està fascinada pels pingüins i que porta sovint un vestit de pingüí. Un dia fatídic, després d'haver estat burlada pels assetjadors dient que els pingüins no podien volar, intenta volar de totes maneres, ja que afirma que el seu pare ara mort ha volat amb altres pingüins en el passat i acaba caient. Aleshores es troba amb una ala amb plomes daurades i una càpsula en forma de pingüí, que conté peces per a un gat robot de joguina, que cobra vida i atrau Coco a una botiga oculta plena de mercaderies de pingüins. El gat robòtic es transforma en la seva forma real, un follet anomenat Chaley. Ell creu que és l'"ocell sense vol" escollit que salvaria el seu món del perill, i per això viatgen a una terra de fantasia on viuen altres follets. L'avi de la Coco la segueix en silenci per veure què passa. Els vilatans li expliquen a Coco sobre una entitat malvada anomenada Buccaboo i els seus secuaços dimonis, i sobre com s'ha tornat més poderós que mai, destruint lentament el poble dels follets. El secuaç principal de Buccaboo, Zammie, arriba al poble per burlar-se encara més dels follets. La Coco, que l'anomena pinxo, creu que tot va ser un error, ja que és una humana i no un ocell. S'ofereixen a portar-la a casa, però ella sospita de la veritable identitat de Zammie. Coco i Chaley es proposen investigar sobre els veritables motius de Buccaboo. Descobreixen que Zammie és en realitat un àngel alat, caigut, que va caure del cel, i Buccaboo ha estat utilitzant ell i els seus poders celestials per fer-se més poderós, fent-lo actuar com a malvat en el procés. Coco i Chaley ajuden a en Zammie a escapar del cau d'en Buccaboo i intenten aconseguir l'ala que li faltava perquè pugui tornar al cel, abans que Buccaboo s'assabenti i destrueixi completament el poble.
Coco ha de volar realment per recuperar l'ala, a través dels records del seu pare, és capaç de convocar-lo des del cel, aquest l'aixeca i li atorga la capacitat de volar realment. També rep l'ajuda del seu avi i dels déus que estan representats al món natal de Coco en una estàtua. Buccaboo és derrotat mentre Zammie recupera la seva segona ala i torna al cel. La Coco finalment pot tornar a casa només per trobar el seu avi afegit a l'estàtua. La botiga de pingüins desapareix i Chaley torna a la seva forma de gat de joguina robòtica.

## Repartiment
- Féodor Atkine
- Rica Matsumoto
- Jeanne Savary
- Yves Barsacq
- Ludmila Ruoso
- Ei Morisako
- Michel Elias
- Céline Ronté
- Pierre Baton
- Serge Biavan
- Mehani Taric
- Cédric Dumond
- Clara Quilichini
- Yûji Tanaka
- Yoshio Kojima
- Jeremy Prevost
- Hiroshi
- Paolo Domingo
- Gilles Morvan
- Adrian Solis
- Dandî Sakano
- Satoshi Kanada
- Leah Friedman
- Caroline Combes
- Akiyoshi Kawashima
- Audrey Sablé
- Bernard Bouillon
- Hikari Ôta
- Abraham Taïeb

## Producció
Madhouse ha anunciat que aquesta pel·lícula és un "3D anime", o una pel·lícula que aporta una sensibilitat d'anime i una estructura de disseny al món CGI 3D. A diferència d'altres produccions japoneses de CG, com ara Final Fantasy VII Advent Children, el fotorealisme no es posa èmfasi. Més aviat, l'atenció s'ha centrat a donar la sensació d'un anime fet tradicionalment a una producció completament informatitzada. Com que l'experiència de Madhouse ha estat durant molt de temps en la creació d'animació 2D tradicional, gran part de l'animació 3D real va ser realitzada per l'estudi d'animació francès Def2shoot, l'estudi tailandès Imagimax i l'estudi japonès Dynamo Pictures, amb Madhouse proporcionant direcció i guions.

## Llançament
Per allunyar-se del calendari típic de llançaments d'anime, s'han signat acords de distribució per mostrar la pel·lícula fora del Japó amb la Golden Network (per a Àsia) de Hong Kong i l'empresa de gestió amb seu a França  Wild Bunch (per a Europa). Actualment, els drets per estrenar la pel·lícula als Estats Units els donaran l'estudi japonès Shochiku i la divisió nord-americana de Madhouse. S'han de produir tres versions de la pel·lícula: una per al mercat japonès, una per al mercat francès i una altra per al mercat en anglès. La versió japonesa de la pel·lícula, que utilitzarà el guió original (no és clar si es faran canvis a les altres versions) estava programada originalment per a l'estrena de desembre de 2008, però es va retrocedir fins al 2009. Les altres versions es mantenen provisionalment preparades per a la seva estrena el 2009. Al Mercat del Cinema Europeu de 2008 (una fira de cinema celebrada conjuntament amb el Festival Internacional de Cinema de Berlín ), la pel·lícula va tenir la llicència de Wild Bunch per a 11 mercats europeus. La pel·lícula va ser distribuïda al Regne Unit per Metropolitan, a França per JBK, a Rússia i altres antics països soviètics per Central Partnership i a Corea del Sud per  Next Entertainment World (NEW). Maiden Japan estrenarà la pel·lícula en Blu-Ray als Estats Units amb temes tant en anglès com en japonès.